# 니코 카파넨
니코 클라우스 페테리 카파넨(핀란드어: Niko Klaus Petteri Kapanen, 1978년 4월 29일~)은 핀란드의 은퇴한 아이스하키 선수로 포지션은 센터이다. 현역 시절에 내셔널 하키 리그(NHL)의 댈러스 스타스, 애틀랜타 스래셔스, 피닉스 카이오티스, 콘티넨탈 하키 리그(KHL)의 아크 바르스 카잔, 레프 프라하, 요케리트에서 활약했다. 그는 2001년 핀란드 SM-리가 우승을 차지했고, 2009년과 2010년에 KHL 가가린컵 우승을 차지했다.
핀란드 국가대표팀의 일원으로 109경기에 출전하였고, 올림픽에서 은메달 1개와 동메달 1개, 세계 아이스하키 선수권 대회에서 금메달 1개, 은메달 2개, 동메달 2개를 획득했다.